# Entertainment and Leisure Software Publishers Association

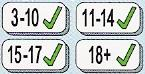
Un esempio di classificazione di un gioco adatto a tutte le età per l'ELSPA.

Entertainment and Leisure Software Publishers Association (lett. "Associazione degli Editori di Software per l'Intrattenimento e il Divertimento") è un'organizzazione costituitasi nel 1989 da alcuni produttori di software britannici.
Dal 1994 fino alla primavera del 2003, l'ELSPA si occupò soprattutto di indicare l'età più adatta ai videogiochi per computer prodotti in Regno Unito. In origine, le fasce date erano 3-10, 11-14, 15-17 e 18+. Una X rossa indicava che quell'età non era adatta al gioco, mentre un segno di spunta verde indicava il contrario. Per esempio, un prodotto adatto a tutte le età era indicato con tutte le categorie segnate.
Dal 2000 i voti vennero semplificati a 3+, 11+, 15+, 18+. La serie Mortal Kombat, per esempio, fu una delle saghe di videogiochi ad aver totalizzato più voti per adulti (18+). L'organizzazione venne più tardi rimpiazzata con l'introduzione del sistema BBFC, affiancato al PEGI europeo; tuttavia, dall'autunno 2009 il sistema BBFC non si applica più ai videogiochi.
Mentre l'ELSPA rappresentava i produttori dei videogiochi, gli sviluppatori sono rappresentati dal The Independent Games Developers Association.
Dal 2003 l'ELSPA è stata sostituita dal sistema PEGI sui videogiochi dell'Unione europea e Regno Unito.
L'ELSPA assegnava anche regolarmente dei titoli di merito ai giochi che vendevano più copie nel Regno Unito, secondo statistiche fornite da ChartTrack.
- Silver award (argento): oltre 100 000 copie
- Gold award (oro): oltre 200 000 copie
- Platinum award (platino): oltre 300 000 copie
- Double platinum award (doppio platino): oltre 600 000 copie
- Diamond award (diamante): oltre 1 000 000 copie